# Bartolomeo di Panigai
Padre Bartolomeo o Bortolo di Panigai (Pravisdomini, 1720 – Cividale del Friuli, 20 gennaio 1793) è stato un gesuita, matematico e geografo italiano.
Scienziato e uomo di fede, il suo nome è legato alla missione congiunta, spagnola e portoghese, inviata in Sudamerica per tracciare i confini tra i due imperi a seguito del Trattato di Madrid del 13 gennaio 1750.

## Biografia
Bartolomeo di Panigai nasce in data incerta il 20 agosto o il 25 dicembre del 1720 nel castello di famiglia a Panigai, oggi una piccola frazione del comune di Pravisdomini. È uno degli otto figli di Girolamo Policarpo, Conte di Panigai e della nobile Camilla Piazzoni di Serravalle. Per volere del padre, fu indirizzato verso la carriera ecclesiastica. In tenera età e assieme a due fratelli, inizia gli studi nel collegio dei gesuiti di Belluno. A quindici anni frequenta quello di Padova dove studia lettere e filosofia. Il 14 ottobre 1736 inizia il noviziato nella Compagnia di Gesù.
Tra i 18 e i 21 anni insegna retorica, lettere e filosofia tra Piacenza, Padova e Bologna. Si trasferisce nel collegio emiliano dei gesuiti, famoso per lo studio delle scienze esatte, ove affina la conoscenza della matematica, dell'astronomia, ma soprattutto della cartografia, considerata strumento straordinario per l'esercizio del potere nella geopolitica coloniale. Fu allievo di Vincenzo Riccati.

Nell'agosto del 1750, a trent’anni e non ancora consacrato sacerdote, gli viene ordinato dal Padre Generale di recarsi a Lisbona, su invito del re, per partecipare alla spedizione per la prima determinazione dei confini in America meridionale. Egli scrive:
"Fratello carissimo... Iddio non mi vuole più in Italia e forse neppure nell’Europa, almeno per qualche anno. Il Re del Portogallo cerca matematici Gesuiti ed italiani, ... pieno di stima per noi e... per la Nazion nostra e più per i soggetti della Provincia Veneta... Vuole astronomi per il Brasile che esattamente determinino le varie longitudini e latitudini di quel vasto Regno e ne facciano esattissime carte geografiche." (Memorie)
Sebbene il Trattato di Tordesillas (1494) stabilisse la divisione del Mondo, fuori dall'Europa, in un duopolio esclusivo tra i due potentati cattolici, nei secoli il confine non fu mai rispettato da entrambi gli Stati e si rese necessario un nuovo accordo. Il Trattato di Madrid o Gran Trattato fu firmato il 13 gennaio 1750 da Giovanni V di Portogallo e da Ferdinando VI di Spagna. Per parte portoghese, la negoziazione fu gestita da Alexandre de Gusmão. L'accordo stabiliva l'invio di uomini di scienza per la prima determinazione del nuovo "limes" in base a principi innovativi. Si abbandonò la visione razionale della linea retta passante lungo un meridiano e si assunsero il corso dei fiumi e le versanti dei monti per definire la frontiera tra i due Imperi. Il Portogallo affidò la responsabilità scientifica di tale compito a tre astronomi gesuiti Bartolomeo Panigai, Bartolomeo Pinceti e Stefano Bramieri.

Il 29 settembre del 1751 salpa da Lisbona e arriva a Rio de Janeiro il 28 novembre. Successivamente si ferma a Garopaba (Santa Catarina) e prosegue per Rio Grande. 
“Da Capo Rio sino all’entrata di questa barra che sono diciotto leghe e tutta la barra stessa è una meraviglia ed uno spettacolo dilettevole e delizioso... Tutti ebbimo un piacere singolare e dilettandoci con dissegni e prospettive già cominciavamo a copiarne le vedute... La barra ed il porto è dei più belli e sicuri e vasti che possa fornirne la natura.” (Epistolario)

Dopo diverse settimane di preparativi, finalmente la missione scientifica parte per il Brasile meridionale. La destinazione è la piana di Castillo Grande dove confinano i due potentati.
“Trattasi di dividere la quarta parte del Mondo, tutto in due potentati, la Spagna ed il Portogallo, in modo che non abbiavi mai più ad esservi questione fra i confini dell’uno e dell’altro”. (Memorie)
I lunghi trasferimenti verso sud si fanno a piedi, a cavallo o in piccole canoe. La spedizione è composta da 300 uomini, di cui 100 soldati di scorta. Undici mesi dopo l’arrivo in Brasile Bartolomeo giunge all'estrema periferia dell’Impero. Il 15 ottobre 1752, giorno di Santa Teresa d'Avila, è posto il primo marco della grande divisione.
Il lavoro più delicato si svolge nella regione delle Missioni Orientali del Paraguay, dove sono presenti le riduzioni gesuitiche degli indios Guaranì.
In virtù del Trattato, 7 riduzioni su 30, per un totale di circa 10 000 indios, devono passare dalla Spagna al Portogallo. La tensione latente tra indigeni e soprattutto portoghesi, nata sin dai primi mesi della firma dell'accordo, diventa aperta ostilità. Tra il 1754 e il 1756 scoppia la Guerra Guaranitica e più di 1.500 indigeni, compresi donne e bambini, vengono uccisi.
Il 12 gennaio 1754 Bartolomeo lascia il Brasile per tornare a Lisbona, dove lo attende un clima di sospetto, di diffidenza e di discredito: sono gli anni degli attacchi alla Compagnia di Gesù. Tenta una strenua difesa delle sue opinioni, considerate filospagnole, ma senza successo, decide quindi di tornare a casa.
Nel lungo viaggio di ritorno s’intrattiene spesso con studiosi, cartografi, filosofi, teologi e matematici. È elogiato dalla scienza ufficiale e dalle accademie dell’epoca anche per il suo ruolo di fiero antagonista delle tesi del Marchese di Pombal. Apre nel Collegio dei Gesuiti di Venezia la scuola di matematica e la specula astronomica.  Dal 1765 al 1771 è teologo d'Ambasciata di Venezia a Costantinopoli. Rientrato a Panigai si dedicherà al riordino della sua biblioteca, tutt'ora conservata nel palazzo Panigai-Ovio.
Il 19 febbraio 1774, dopo la soppressione della Compagnia, è nominato Decano del Capitolo di Cividale, dove muore il 20 gennaio 1793.

## Filmografia
- A Padre Bartolomeo è stato dedicato il documentario La Grande Linea – L’avventura e la vita di padre Bartolomeo di Panigai (2024)[18]